# Shimao International Center Office Tower
| Dieser Artikel wurde auf der Qualitätssicherungsseite des WikiProjekts Planen und Bauen eingetragen. Dies geschieht, um die Qualität der Artikel aus den Themengebieten Bautechnik, Architektur und Planung auf ein akzeptables Niveau zu bringen. Dabei werden Artikel, die nicht maßgeblich verbessert werden können, möglicherweise in die allgemeine Löschdiskussion gegeben. Hilf mit, die inhaltlichen Mängel dieses Artikels zu beseitigen, und beteilige dich an der Diskussion! |

Der Shimao International Center Office Tower, Bestandteil des Shimao International Center (chinesisch 世贸国际中心, Pinyin Shìmào Guójì Zhōngxīn), ist mit 273 Metern und 56 Etagen der höchste Wolkenkratzer in Fuzhou. Baubeginn war 2010, die Fertigstellung 2013.